# Neuseeländische Cricket-Nationalmannschaft in England in der Saison 1999
Die Tour der neuseeländischen Cricket-Nationalmannschaft nach England in der Saison 1999 fand vom 1. Juli bis zum 22. August 1999 statt. Die internationale Cricket-Tour war Bestandteil der Internationalen Cricket-Saison 1999 und umfasste vier Tests. Neuseeland gewann die Serie 2–1.

## Vorgeschichte
Zuvor spielten beide Mannschaften beim Cricket World Cup 1999 in England. Dabei schied England schon in der Vorrunde aus, während Neuseeland es bis ins Halbfinale schaffte.
Das letzte Aufeinandertreffen der beiden Mannschaften bei einer Tour fand in der Saison 1996/97 in Neuseeland statt.

## Stadien
Die folgenden Stadien wurden für die Tour als Austragungsort vorgesehen.
| Stadion                     | Stadt      | Kapazität | Spiele  |
| --------------------------- | ---------- | --------- | ------- |
| Edgbaston Cricket Ground    | Birmingham | 24.803    | 1. Test |
| The Oval                    | London     | 23.500    | 4. Test |
| Lord’s Cricket Ground       | London     | 30.000    | 2. Test |
| Old Trafford Cricket Ground | Manchester | 19.000    | 3. Test |

## Kaderlisten
Die Mannschaften benannten die folgenden Kader.
| Test | Test |
| England | Neuseeland |
| --- | --- |
| - Mike Atherton - Mark Butcher - Andy Caddick - Ed Giddins - Aftab Habib - Dean Headley - Graeme Hick - Nasser Hussain - Ronnie Irani - Darren Maddy - Alan Mullally - Mark Ramprakash - Chris Read - Alec Stewart - Peter Such - Graham Thorpe - Alex Tudor - Phil Tufnell | - Geoff Allott - Nathan Astle - Matthew Bell - Chris Cairns - Simon Doull - Stephen Fleming - Chris Harris - Matt Horne - Shyne O’Connor - Adam Parore - Craig McMillan - Dion Nash - Roger Twose - Daniel Vettori |

## Tour Matches
| 1. Juni Scorecard | Derby | Neuseeland 369-6 (50)           | – | Derbyshire 239-8 (50) |
|                   |       | Neuseeland gewinnt mit 130 Runs |   |                       |

## Tests

### Erster Test in Birmingham
| 1. – 3. Juli Scorecard | Birmingham | Neuseeland 226 (88.4) & 107 (37.1) | – | England 126 (46.4) & 211-3 (37.1) |
|                        |            | England gewinnt mit 7 Wickets      |   |                                   |

### Zweiter Test in London
| 22. – 25. Juli Scorecard | London (Lord’s) | England 186 (61.1) & 229 (101.4) | – | Neuseeland 358 (119.1) & 60-1 (23) |
|                          |                 | Neuseeland gewinnt mit 9 Wickets |   |                                    |

### Dritter Test in Manchester
| 5. – 9. August Scorecard | Manchester | England 199 (109.1) & 181-2 (68.0) | – | Neuseeland 496-9d (160) |
|                          |            | Remis                              |   |                         |

### Vierter Test in London
| 19. – 22. August Scorecard | London (Oval) | Neuseeland 236 (102.1) & 162 (54) | – | England 153 (80) & 162 (56.1) |
|                            |               | Neuseeland gewinnt mit 83 Runs    |   |                               |

Die Niederlage bedeutete, dass England in der inoffiziellen Weltrangliste als letztes Team geführt wurde.
Dies wurde allgemein als Tiefpunkt einer langen Entwicklung für das Team angesehen.